# Canton d'Aurillac-II
Le canton d'Aurillac-II est un ancien canton français situé dans le département du Cantal et la région Auvergne-Rhône-Alpes.

## Histoire
Il est créé par un décret du 23 juillet 1973 qui substitue aux cantons d'Aurillac-Nord et Aurillac-Sud, les cantons d'Aurillac-I, Aurillac-II, Aurillac-III et Aurillac-IV. Il est constitué d'une fraction d'Aurillac et des communes de Saint-Paul-des-Landes, Sansac-de-Marmiesse et Ytrac. Il disparaît avec le redécoupage cantonal de 2014.

## Représentation

### Liste des conseillers généraux
| Période | Période | Identité                  | Étiquette | Qualité                                                                       |
| ------- | ------- | ------------------------- | --------- | ----------------------------------------------------------------------------- |
| 1973    | 1982    | Henri Geindre (1904-1984) | PS        | Instituteur Adjoint au maire d'Aurillac                                       |
| 1982    | 2008    | Yves Debord               | PS        | Premier secrétaire de la fédération PS du Cantal Maire de Sansac-de-Marmiesse |
| 2008    | 2015    | Florence Marty            | PS        | Professeure des écoles adjointe au maire d'Aurillac                           |

### Résultats électoraux détaillés
- Élections cantonales de 2001 : Yves Debord (PS) est élu au 1er tour avec 51,73 % des suffrages exprimés, devant Michel Georgelin (Divers gauche) (21,31 %), Michel Bonal (RPR) (19,3 %) et Bernard Gosset (PCF) (4,05 %). Le taux de participation est de 72,61 % (5 488 votants sur 7 558 inscrits)[3].
- Élections cantonales de 2008 : Florence Marty (PS) est élue au 1er tour avec 56,04 % des suffrages exprimés, devant Sylvie Lachaize (UMP) (43,96 %). Le taux de participation est de 71,38 % (5 764 votants sur 8 075 inscrits)[4].

## Composition
De 1973 à 1985, il comprenait « la portion de territoire de la ville d'Aurillac délimitée par […] : avenue de la Liberté, avenue du 4-Septembre, avenue de la République, place du Palais, rue des Carmes, avenue des Pupilles, rue des Camisières, rue de Marmiesse (jusqu'à la limite de la commune). » et trois communes entières.
Composition de 1973 à 2015 : 
1. fraction d'Aurillac
2. Saint-Paul-des-Landes
3. Sansac-de-Marmiesse
4. Ytrac